# Lista över Färöarnas fiskeministrar
Fiskeministern (färöiska: landsstýrismaðurin í fiskuvinnumálum) är medlem av Färöarnas lagting, och har en av de viktigaste posterna inom den färöiska politiken. Frågor om fisket har tilldelats en av regeringens medlemmar sedan 1959, med undantag under perioden 1985-1989 då statsministern behandlade dessa frågor. Fiskefrågor har under tiden varit en del under ett större departement, men har under senare år separerats för att behandlas särskilt. Jordbruksfrågor brukar falla under samma departement.
| Period    | Namn               | Parti               | Departement                                  |
| --------- | ------------------ | ------------------- | -------------------------------------------- |
| 1959–1963 | Kristian Djurhuus  | Sambandsflokkurin   | Skatte-, fiskeri- och justitiedepartementet  |
| 1963–1967 | Erlendur Patursson | Tjóðveldisflokkurin | Finans-, fiskeri- och justitiedepartementet  |
| 1967–1968 | Kristian Djurhuus  | Sambandsflokkurin   | Finans-, jordbruk- och fiskeridepartementet  |
| 1968–1970 | Villi Sørensen     | Javnaðarflokkurin   | Samhälls- och fiskeridepartementet           |
| 1970      | Atli Dam           | Javnaðarflokkurin   | Samhälls- och fiskeridepartementet           |
| 1970–1975 | Eli Nolsøe         | Sambandsflokkurin   | Fiskeri-, handels- och justitiedepartementet |
| 1975–1979 | Petur Reinert      | Tjóðveldisflokkurin | Fiskeri- och kommunaldepartementet           |
| 1979–1981 | Heðin M. Klein     | Tjóðveldisflokkurin | Fiskeri- och kommunaldepartementet           |
| 1981–1983 | Olaf Olsen         | Fólkaflokkurin      | Fiskeri- och handelsdepartementet            |
| 1983–1985 | Anfinn Kallsberg   | Fólkaflokkurin      | Fiskeri- och handelsdepartementet            |
| 1989      | Anfinn Kallsberg   | Fólkaflokkurin      | Fiskeri- och kommunaldepartementet           |
| 1989–1991 | Jógvan I. Olsen    | Sambandsflokkurin   | Fiskeri- och energidepartementet             |
| 1991–1993 | John Petersen      | Fólkaflokkurin      | Fiskeri- och jordbruksdepartementet          |
| 1993–1994 | Thomas Arabo       | Javnaðarflokkurin   | Fiskeri- och industridepartementet           |
| 1994–1996 | Ivan Johannesen    | Sambandsflokkurin   | Fiskeri- och fiskodlingsdepartementet        |
| 1996–1998 | John Petersen      | Fólkaflokkurin      | Fiskeridepartementet                         |
| 1998–2003 | Jørgen Niclasen    | Fólkaflokkurin      | Fiskeridepartementet                         |
| 2003–2004 | Jacob Vestergaard  | Fólkaflokkurin      | Fiskeridepartementet                         |
| 2004      | Johan Dahl         | Sambandsflokkurin   | Fiskeridepartementet                         |
| 2004–2008 | Bjørn Kalsø        | Sambandsflokkurin   | Fiskeridepartementet                         |
| 2008      | Tórbjørn Jacobsen  | Tjóðveldi           | Fiskeri- och resursdepartementet             |
| 2008–2011 | Jacob Vestergaard  | Fólkaflokkurin      | Fiskeridepartementet                         |
| 2011      | Johan Dahl         | Sambandsflokkurin   | Fiskeridepartementet                         |
| 2011–2012 | Jákup Mikkelsen    | Fólkaflokkurin      | Fiskeridepartementet                         |
| 2012–     | Jacob Vestergaard  | Fólkaflokkurin      | Fiskeridepartementet                         |